# Kernkraftwerk Dresden
Das Kernkraftwerk Dresden (englisch Dresden Nuclear Power Plant) besteht aus drei Siedewasserreaktoren. Das Kraftwerk liegt in Morris im US-Bundesstaat Illinois am Rande des Agglomerationsgürtels von Chicago.
Nördlich des Kraftwerkes liegt Dresden Island im Illinois River. Diese Insel gab der nahen Talsperre und dem Kraftwerk ihren Namen.
Block 1 wurde 1978 abgeschaltet.

## Geschichte
Der Bau des Kraftwerkes begann am 1. Mai 1956. Den Betrieb nahm die Anlage am 15. April 1960 auf. Block 1 war bis dahin der einzige Reaktor des Kraftwerkes. 1966 entschied man sich für den Bau zweier weiterer Blöcke. Diese sollten den Block 1, der 1978 vom Netz gehen sollte, ablösen. Am 13. April 1970 nahm Block 2 seinen Betrieb auf. Kurz darauf nahm am 22. Juli 1971 Block 3 den Betrieb auf. 1978 ging dann der erste Block vom Netz. Die Reaktoren 2 und 3 sollen voraussichtlich noch bis 2029 und 2031 in Betrieb bleiben. Gebaut wurden die drei Reaktoren von General Electric.
Im August 2020 kündigte der Betreiber Exelon an, die beiden verbliebenen Blöcke trotz Betriebsgenehmigung bis November 2021 abschalten zu wollen, da der Betrieb nicht mehr wirtschaftlich sei. Mitte Juni 2021 wurde bekannt, dass der Betreiber ein Stilllegungsgesuch eingereicht hat. Auch die für September 2021 angekündigte Stilllegung des Kernkraftwerks Byron solle vollzogen werden. Anfang August 2021 bestätigte der CEO von Exelon, Andrew Crane, dass eine definitive Abschaltung der Kernkraftwerke Byron und Dresden angesichts der unmittelbar bevorstehenden Stilllegungstermine und der stagnierenden Debatte über eine Subventionierung von Kernkraftwerken in Illinois nicht mehr abzuwenden sei. Im September 2021 wurden Exelon von Illinois 700 Millionen Dollar an Subventionen über fünf Jahre bewilligt, sodass die Stilllegung der Kraftwerke Dresden und Byron doch noch abgewendet wurde.

## Betriebsbewilligung
In den USA wird die Betriebsbewilligung (engl. license) für ein Kernkraftwerk von der Nuclear Regulatory Commission (NRC) zunächst für einen Zeitraum von bis zu 40 Jahren erteilt. Der Zeitraum von 40 Jahren basierte ursprünglich auf dem Zeitraum für die Abschreibung von Anlagevermögen. Der Atomic Energy Act of 1954 erlaubt eine (auch mehrmalige) Verlängerung der Betriebserlaubnis um jeweils 20 Jahre.
Eine Betriebsbewilligung für den Block 2 wurde dem Betreiber Exelon Generation Co., LLC am 20. Februar 1991 durch die NRC erteilt, der Reaktor wurde bis dahin seit dem 22. Dezember 1969 mit einer provisorischen Bewilligung betrieben. Die endgültige Bewilligung wurde am 28. Oktober 2004 bis zum 22. Dezember 2029 verlängert.
Für den Block 3 wurde die ursprüngliche Bewilligung am 12. Januar 1971 erteilt. Sie wurde am 28. Oktober 2004 bis zum 12. Januar 2031 verlängert.
Nach der Verdrängung durch billige Kohlekraftwerke standen die Kraftwerke in Dresden und Byron vor dem frühzeitigen Aus. Mit der starken Verteuerung der Kohlepreise und der legislativen Absicherung des Staates Illinois werden die Kraftwerke weiter betrieben.

## Daten der Reaktorblöcke
Das Kernkraftwerk Dresden hat drei Blöcke:
| Reaktorblock | Reaktortyp         | Netto- leistung | Brutto- leistung | Baubeginn  | Netzsyn- chronisation | Kommer- zieller Betrieb | Betriebs- bewilligung | Abschal- tung     |
| ------------ | ------------------ | --------------- | ---------------- | ---------- | --------------------- | ----------------------- | --------------------- | ----------------- |
| Dresden-1    | Siedewasserreaktor | 197 MW          | 207 MW           | 01.05.1956 | 15.04.1960            | 04.07.1960              | -                     | 31.10.1978        |
| Dresden-2    | Siedewasserreaktor | 867 MW          | 913 MW           | 10.01.1966 | 13.04.1970            | 09.06.1970              | 22.12.2029            | 22. Dezember 2029 |
| Dresden-3    | Siedewasserreaktor | 867 MW          | 913 MW           | 14.10.1966 | 22.07.1971            | 16.11.1971              | 12.01.2031            | 12. Januar 2031   |